# DOU
DOU (https://dou.ua) — найбільша ІТ-спільнота України.

## Історія
Вебсайт з'явився навесні 2005 року. Станом на 27 січня має 595 360 зареєстрованих користувачів та 13 679 — ІТ-компаній.
Щомісяця весь сайт отримує 8-10 млн переглядів.
Також DOU відомий проведенням різноманітних опитувань та досліджень, таких як аналітика зарплат українських ІТ-спеціалістів, портрет ІТ-спеціаліста, кількість співробітників в українських ІТ-компаніях, рейтинг роботодавця, рейтинг мов програмування та іншими.
Офіційний логотип DOU має дві версії розшифровки. Перша — це абревіатура від Developers of Ukraine. Друга — раніше адреса сайту виглядала як developers.org.ua, а згодом її скоротили до dou.ua.

Неофіційний логотип сайту dou.ua

## Структура сайту
Сайт складається з таких розділів:
- форум (обговорення від користувачів сайту, авторські блоги та технічні статті)
- стрічка (статті від редакції та журналістів, а також новини)
- робота (профілі ІТ-компаній, відгуки співробітників та вакансії)
- зарплати (віджет з зарплатами для різних категорій ІТ-спеціалістів та в різних типах компаній)

- календар (події ІТ-спільноти)

До екосистеми DOU також належить українська GameDev-спільнота, спільнота тестувальників та DevOps. Також є YouTube-канал.
У 2022 році DOU почав запуск у Польщі.

## Інше
У 2022-му році, з початком повномасштабного вторгнення Росії в Україну, DOU організовував збори коштів для ЗСУ. За рік спільнота DOU зібрала понад 93 млн грн.